# 何揚烈

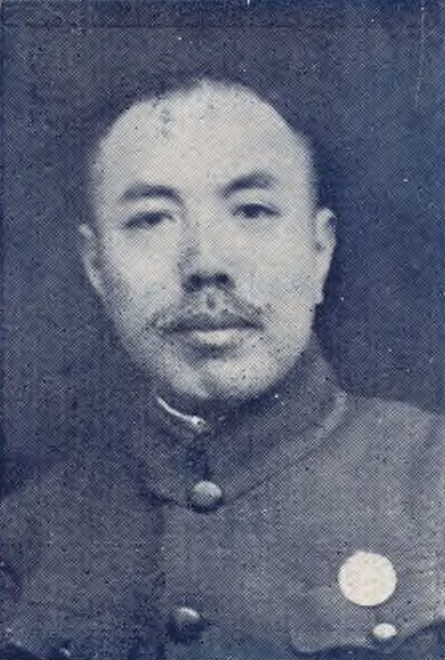
何揚烈

何揚烈（1888年—？），字武公，亦字仲偉，湖南醴陵人，23歲上庠卒業，應法官試獲授任貴陽地檢廳檢察官及漢壽、華容等縣司法官，民國五年改官華容縣長。後曾任湖北京山縣縣長、浙江奉化縣縣長，1941年劉建緒為福建省主席時任省政府秘書。1949年4月挈眷乘保安司令部眷屬船赴台灣，任台灣省菸酒公賣局秘書，1954年調嘉義菸酒分局長，1956年調宜蘭菸酒分局長。先後參與嘉義「玉岑詩社」、宜蘭「五峰詩社」。工詩詞，其詩雄麗亦有唐人胎息，著有《枕髑髏齋詩稿》、《紅豆簃詩集》、《武公七十以後詩》（1963年6月，時年76歲，個人出版）、《瀛洲詩集》、《蓬壺剩稿》。
```
   何揚烈先生曾任春人詩社(創立於1952年)第四任社長，在春人詩社1985年10月出版的《春人詩選第三輯》第535至538頁刊有「何故社長遺作」並附小照及簡介，其中有「不幸於1975年因車禍身故，享壽八十有八‧....」。
```